# Felix von Heijden
Pour les articles homonymes, voir Heijden.
Felix von Heijden (né le 11 avril 1890 à Weerselo et mort le 17 novembre 1982 à Boxtel) est un footballeur international néerlandais. Il participe aux Jeux olympiques d'été de 1920, remportant la médaille de bronze avec les Pays-Bas.

## Biographie
Il reçoit une seule sélection en équipe des Pays-Bas, le 5 septembre 1920, à Anvers, contre l'Espagne. Ce match perdu 1-3 rentre dans le cadre des Jeux olympiques d'été de 1920.

## Palmarès

### Jeux olympiques
- Jeux olympiques de 1920 :
  -  Médaille de bronze.